# High Windを追いかけて
「High Windを追いかけて」（ハイウィンドをおいかけて）は田中律子のセカンドシングル。

## 内容
田中律子のセカンドシングル。前作同様筒美京平プロデュース作品。

## 収録曲
1. High Windを追いかけて
作詞：田口俊　作曲：筒美京平　編曲：瀬尾一三
2. 明日(あした)へスラローム
作詞：田口俊　作曲：筒美京平　編曲：鈴木茂